# Massamagrell
Massamagrell (Spanisch: Masamagrell) ist eine Gemeinde in der spanischen Provinz Valencia. Sie befindet sich in der Comarca Huerta Norte.

## Geografie
Das Gemeindegebiet von Massamagrell grenzt an das der folgenden Gemeinden: Massalfassar, Museros, La Pobla de Farnals, Rafelbunyol und Valencia, die alle in der Provinz Valencia liegen.

## Geschichte
Im Jahr 1271 wurde Massamagrell das Stadtrecht verliehen, wobei der Orden von Calatrava die Herrschaft innehatte. Aufgrund der Nähe zu Valencia erlebte der Ort im 20. und frühen 21. Jahrhundert eine rasante Expansion.

## Demografie
| 1842  | 1900  | 1930  | 1950  | 1970  | 1981   | 1991   | 2001   | 2011   | 2022   |
| ----- | ----- | ----- | ----- | ----- | ------ | ------ | ------ | ------ | ------ |
| 1.207 | 2.533 | 3.759 | 4.335 | 9.061 | 11.953 | 12.176 | 13.131 | 15.487 | 16.223 |

## Persönlichkeiten
- Luis Amigó (1854–1934), römisch-katholischer Bischof, Ordensgründer